# Karl Stengel (Theologe)
Karl Stengel OSB (* 29. Januar 1581 in Augsburg; † 27. Januar 1663 ebenda) war ein deutscher Benediktinermönch und Abt der Benediktinerabtei Anhausen an der Brenz sowie bedeutender theologischer Schriftsteller seiner Zeit.

## Leben
1593 trat er in Augsburg in die Benediktinerabtei Sankt Ulrich und Afra ein, wo er 1596 die feierlichen Ordensgelübde ablegte. 1630 wurde er zum Abt des Klosters Anhausen gewählt. Infolge der Wirren des Dreißigjährigen Krieges wurde er 1632 aus seinem Kloster vertrieben. Nach der Rückkehr und dem dreijährigen Bemühen um den Wiederaufbau des verwüsteten Klosters musste er 1638 erneut fliehen. 1647 kehrte er schließlich in sein Professkloster nach Augsburg zurück, wo er bis zu seinem Tod blieb.
Sein umfangreiches literarisches Werk umfasst 99 Arbeiten zur Kirchengeschichte, Ordensgeschichte und Hagiographie.

## Schriften (Auswahl)
- Vitae ss. Wilhelmi abbatis Hirsangiensis et Wilhelmi Gellonensis / nunquam adhuc editae ex mss. codicibus erutae commentario & notis illustratae auctore Carlo Stengelio. Dabertzhofer, Augustae Vindelicorum 1611 (Digitalisierte Ausgabe der Universitäts- und Landesbibliothek Düsseldorf).
- Rerum Augustanarum commentarius. Ingolstadt 1647.
- Caeremoniale Benedictinum. Dillingen 1641.
- Monasteriologia. 2 Teile. Augsburg 1620 Digitalisat der BSB München und 1638 Digitalisat der BSB München.
- Theatrum D.N. Iesu Christi atrociorum cruciatuum C. lectori spectatori propositum. 1658.
- Optica praelatorum et pastorum. 1650, Augustae Vindelicorum Apergerus
- Monasteriologia in qua insignium aliquot monasteriorum familiae S. Benedicti in Germania, origines, fundatores, clarique viri ex eis oriundi describuntur, eorumdemque idaeae aeri incisae oculis subijciuntur. 1619, Vindelicorum.
- Vita S. Ioannis apostoli et evangelistae. 1653, Ingolstadij typis Georgii Henlin.
- S. Michaelis Archangeli principatus, apparitiones, templa, cultus & miracula, ex sacris literis, SS. PP. & historijs Ecclesiasticis eruta. 1627.
- S.P.N. Benedicti [...] Oeconomia [...]. 1648, Augustæ Vindelicorum.
- Thaumasia Benedictina [...]. 1650, Augustæ Vindelicorum.
- Laudes S.P.N. Benedicti [...]. 1647, Augustæ Vindelicorum.
- Stammenbuech oder Denckwürdige Historien von Jesu Christo und den Jenigen welche Ihme in Nachtragung desz Creutzes gleichformig zuwerden begehren [...]. 1649, München.
- Sanctae Mariae Magdalenae vitae historia commentario illustrata. 1622, Augustae Vindelicorum apud S. Mangiam.
- Sacrosancti nominis Iesu cultus et miracula. 1613, Augustae Vindelicorum: typis Chrysostomi Daberij.
- Parthenium decus Maria illustratum eius ss. nomen varie allegorijs, figuris, interpretationibus, ac eiusmodi argumenti historijs lectioribus. 1619, Augustae Vindelicorum ex typographéo Andrae Apergeri.
- Sacrosancti nominis Iesu cultus et miracula. 1613, Augustae Vindelicorum typis Chrysostomi Daberij.
- Commentarius rerum gestarum sanctissimi Apostolorum principis Petri. 1621, Avgvstae Vindelicorvm apud Saram Mangiam.
- Hodoeporicum Mariano-Benedictinum seu Historia de imaginibus B. M. V. miraculis et peregrinationibus apud PP. Ordinis S. Benedicti per orbem celebratis. 1659.
- Thesavrvs biblicvs. E SS. PP. et celbrioribvs qvibvsqve SS. Scriptvræ. 1651, Ingolstadii in officinâ Ederianâ, excudebat Joannes Ostermayr.